# ティモ・コティペルト
ティモ・アンテロ・コティペルト（Timo Antero Kotipelto　1969年3月15日 - ）は、フィンランドのヘヴィメタルバンド・ストラトヴァリウスのヴォーカリスト。身長171cm。

## プロフィール
フィンランド・ラッパヤルヴィ生まれ。13歳の頃、両親からドラムセットを買い与えられ、しばらくドラムをプレイしていたが、16歳の頃からヴォーカリストに専念する。ヘルシンキジャズ・ポップス音楽院でヴォーカルを学ぶ。しばらくアマチュアバンドで歌っていたが、1994年の夏にストラトヴァリウスに加入。アルバムは1995年の『Fourth Dimension』より参加。当時のストラトヴァリウスは専任ヴォーカリストを探しており、フィンランドの音楽雑誌に募集広告を出していた。ティモ・コティペルトの加入によりストラトヴァリウスはヨーロッパで絶大な人気を得、後に世界的な人気に繋がった。
2000年8月、ヴァッケン・オープン・エアのステージ上にてパイロの炎で左腕に大火傷を負い、予定していたストラトヴァリウス南米ツアーは10月に延期された。
2002年、ソロプロジェクト『コティペルト』（Kotipelto）を開始。ソロ活動のほかにソナタ・アークティカのアルバム『Silence』やエイリオンのアルバム『Universal Migrator Part 2: Flight of the Migrator』にリードヴォーカルとして参加している。
2003年末、ギタリストのティモ・トルキと対立し、2004年に脱退するが2005年に復帰。北米、南米、アジア、ヨーロッパツアーに出演。ストラトヴァリウスは2008年5月にトルキの解散宣言により事実上解散したが、残されたコティペルト、イェンス・ヨハンソン、ヨルグ・マイケル、ラウリ・ポラーはバンドの存続を宣言。新ギタリストのマティアス・クピアイネンを加えたニューアルバムの制作に2008年9月から入り、2009年5月『Polaris』をリリース。
2007年にフィンランドMTVのスポーツ番組に出演。2008年12月5日はRadio Rock主催、フィンランドチャンネル4放送のフィンランド独立記念日特別番組『Radio Rock Finlandia』に出演、番組エンディングでフィンランド国歌『我等の地』を斉唱。また、2009年2月にはフィンランドチャンネル4によるアマチュアコーラス隊を指導する番組『Kuorosota』へ出演し、『ハンティング・ハイ・アンド・ロー』を披露。フィンランド国内での国民的人気がうかがうことが出来る（Kuorosota公式サイト）。

## コティペルト
コティペルト(Kotipelto)は、ティモ・コティペルトのソロ活動プロジェクトによるパワーメタルバンド。シングル『Beginning』がフィンランドでトップ10入り、3枚目のシングル『Reasons』はフィンランドチャートで初登場1位を記録した。ヨーロッパや南米で人気がある。

### メンバー
- ティモ・コティペルト - vocals
- トーマス・ワイノーラ Tuomas Wäinölä - guitar
- ラウリ・ポラー Lauri porra - bass
- ヤンネ・ウィルマン Janne Wirman - keys
- ミルカ・ランタネン Mirka Rantanen - drums

### ディスコグラフィ及びゲスト参加
Waiting for the Dawn
1. Intro - 0:59
2. Travel Through Time - 3:57
3. Beginning - 3:41
4. Lord of Eternity - 4:04
5. Knowledge and Wisdom - 3:54
6. Battle of the Gods - 5:05
7. Beauty Has Come - 4:54
8. Vizier - 4:20
9. Chosen by Re - 7:16
10. Waiting For the Dawn - 5:20
11. Arise - 6:20
12. Movement of the Nile - 2:24
13. Book Of The Dead - (Finnish bonus track)
14. Secret Name - (Japanese bonus track)

- ゲスト参加
  - マイケル・ロメオ - G
  - Roland Grapow - G
  - ヤリ・カイヌライネン - B
  - Gas Lipstick - D
  - Sami Virtanen - G
  - ミッコ・ハルキン - key

Coldness
1. Seeds of Sorrow   4:09
2. Reasons   3:46
3. Around   5:24
4. Can you hear the sound   3:19
5. Snowbound   4:34
6. Journey Back   3:37
7. Evening's fall   3:56
8. Coldness of my mind   3:34
9. Take Me Away   3:31
10. Here we are   6:22

- ゲスト参加
  - マイケル・ロメオ - g
  - ヤリ・カイヌライネン - b
  - Juhani Mamlberg - g
  - Antti Wirman - g

Serenity
1. Once Upon A Time
2. Sleep Well
3. Serenity
4. City Of Mysteries
5. King Anti-Midas
6. Angels Will Cry
7. After The Rain
8. Mr Know-It-All
9. Dream And Reality
10. Last Defender

- ゲスト参加
  - ヤリ・カイヌライネンー - b
  - Tuomas Wainölä - g
  - Janne Wirman - key
  - Mirka Rantanen - d

## ディスコグラフィ

### Stratovarius
- フォース・ディメンション - Fourth Dimension  （1995年）
- エピソード -Episode  （1996年）
- ヴィジョンズ - Visions  （1997年）
- ヴィジョンズ・オブ・ヨーロッパ -Visions of Europe  （1998年）
- デスティニー - Destiny  （1998年）
- インフィニット - Infinite  （2000年）
- インターミッション - Intermission  （2001年）
- エレメンツ・パート1 - Elements Pt. 1  （2003年）
- エレメンツ・パート2 - Elements Pt. 2  （2003年）
- ストラトヴァリウス - Stratovarius  （2005年）
- ポラリス - Polaris （2009年）

### Kotipelto
アルバム
- ウェイティング・フォー・ザ・ドーン - Waiting for the Dawn （2002年）
- コールドネス - Coldness （2004年）
- セレニティ - Serenity （2007年）

シングル
- Beginning （2002年）
- Reasons （2004年）
- Take Me Away （2004年）
- Sleep Well （2006年）

### 映画サウンドトラック
- AAA2005 - Maksamme Velkaa （2005年）
- Karhuveljeni Koda – alkuperäinen suomalainen soundtrack  （2004年）
- Musiikkia elokuvasta Matti  （2006年）
- Musiikkia elokuvasta V2 – jäätynyt enkeli  （2007年）

### その他のプロジェクト
- Tarot - "For the Glory of Nothing" （1998年）
- Ayreon "Universal Migrator Part 2: Flight of the Migrator" （2000年）
- Warmen - "Beyond Abilities"  （2001年）
- Sonata Arctica "Silence" （2002年）
- Klamydia - "Seokset"  （2003年）
- Warmen - "Accept the Fact"  （2005年）
- Warmen - "Japanese Hospitality"  （2009年）
- Cain's Offering - "Gather the Faithful" （2009年）